# Parc André-Citroën
Il Parc André Citroën è un parco pubblico di 35 ettari, situato sulla parte sinistra della Senna nel XV arrondissement di Parigi. Il parco fu costruito sul sito della fabbrica automobilistica Citroën, il suo nome è quello del fondatore della compagnia André Citroën.

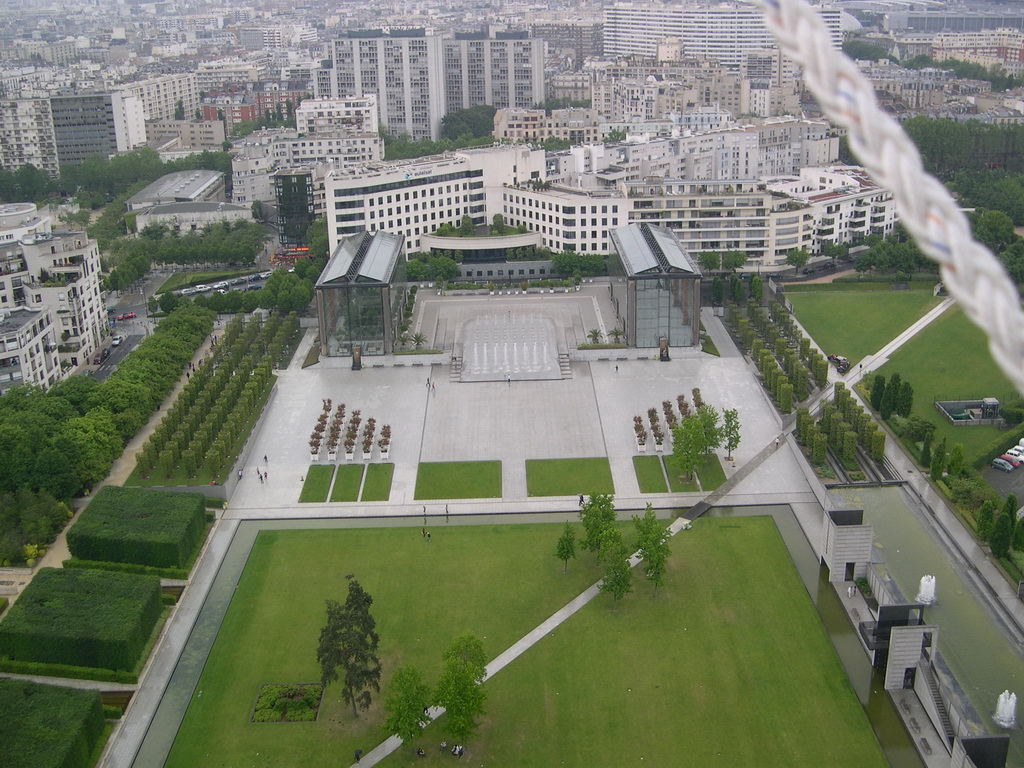
Vista del parco

## Storia e descrizione

Nel 1915, la Citroën costruì la sua fabbrica sulla banchina della Senna, che operarono fino alla loro chiusura negli anni settanta. All'epoca la superficie coperta era di 24 ettari, o 59 acri, che vennero soggetti ad una politica di riqualificazione della zona. In seguito a un concorso per la riconversione delle aree, avvenuto nel 1985, fu scelto il team composto dall'architetto Patrick Berger e dall'agronomo paesaggista Gilles Clément. Il parco è composto da un ampio spazio messo centralmente, un rettangolo di semplice prato inglese, ma posizionato perpendicolarmente alla Senna, che scorre vicina al parco. L'opera nasce in un'area precedentemente occupata dagli stabilimenti dell'azienda automobilistica Citroën, trasferiti fuori Parigi nel 1972. Il concorso prevedeva oltre alla realizzazione di un vasto parco centrale, anche un'area residenziale con tremila abitazioni, un ospedale e alcuni edifici per uffici e attività commerciali. L'impostazione del concorso imponeva che i team di progettisti concorrenti fossero composti oltre che da architetti, anche da paesaggisti, in modo da evitare un'impostazione prevalentemente architettonica, piuttosto che paesaggistica e naturalistica, del progetto. Venne ufficialmente aperto nel 1992.

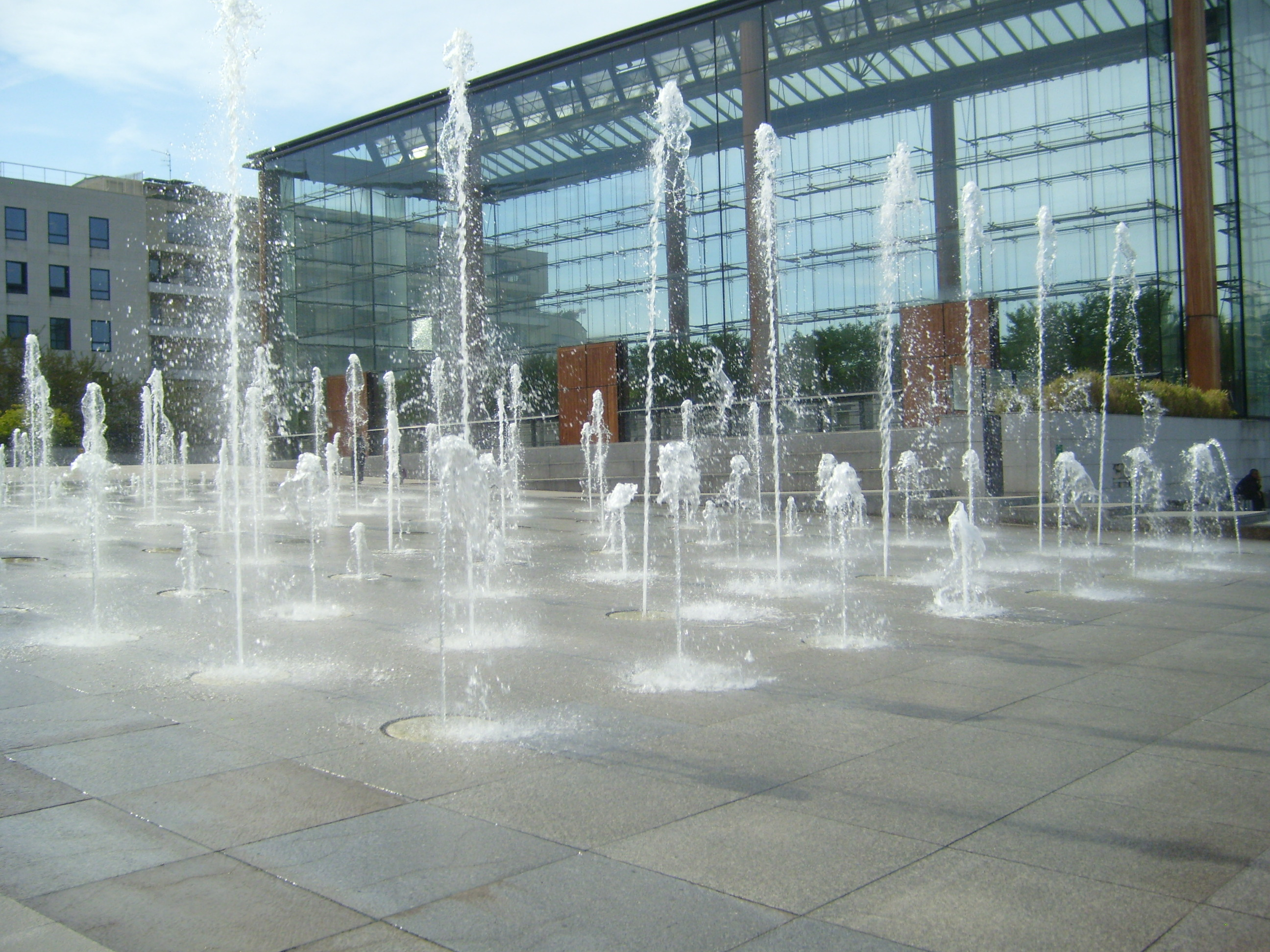
Le serre con i giochi d'acqua

Il parco è suddiviso in tre zone distinte, ognuna con i suoi caratteri:
- Jardin Blanc, il cui nome si deve al colore bianco della vegetazione;
- Jardin Noir, la parte più rigogliosa e fitta;
- il grande parco centrale, che come un corridoio verde divide la grigia uniformità dell'acciaio dal vetro.

Nella parte opposta al prato, in direzione nord-est, c'è un sagrato inclinato che ha la funzione di basamento per le 2 serre lunghe 45 metri ed alte 15 metri, una ospita un giardino mediterraneo e l'altra un agrumeto. Il prato davanti è caratterizzato da alcune fontane con giochi d'acqua. Il fine progettuale è stato quello di creare un parco moderno su base geometrica, uno spazio aperto che rappresenta l'integrazione della natura in un paesaggio urbano moderno.
La struttura del parco viene definita da alcuni assi principali, legati tra loro da relazioni gerarchiche:
- la diagonale che da nord, in aderenza alla Senna, arriva a raggiungere a sud il Jardin Noir attraversando completamente la grande prairiecentrale;
- il canale che delimita il lato sud-ovest;
- l'assembramento dei Giardini Seriali posizionati alla sinistra del parterre centrale opponendosi al canale, formati da 6 piccole serre e 6 canalette che racchiudono altrettanti giardini tematici costituiti su zone rettangolari, numerate e racchiuse da rampe, legate simbolicamente l'una all'altra da rapporti espressi attraverso i materiali, pianeti, i colori, i metalli e i sensi.

Nel parco è presente anche un pallone aerostatico che permette di avere una vista dall'alto di Parigi, con una capienza massima di 30 persone, per un'altezza di 150 m. Inoltre nel pallone sono presenti dei rilevatori della qualità dell'aria di Parigi.

## Galleria d'immagini

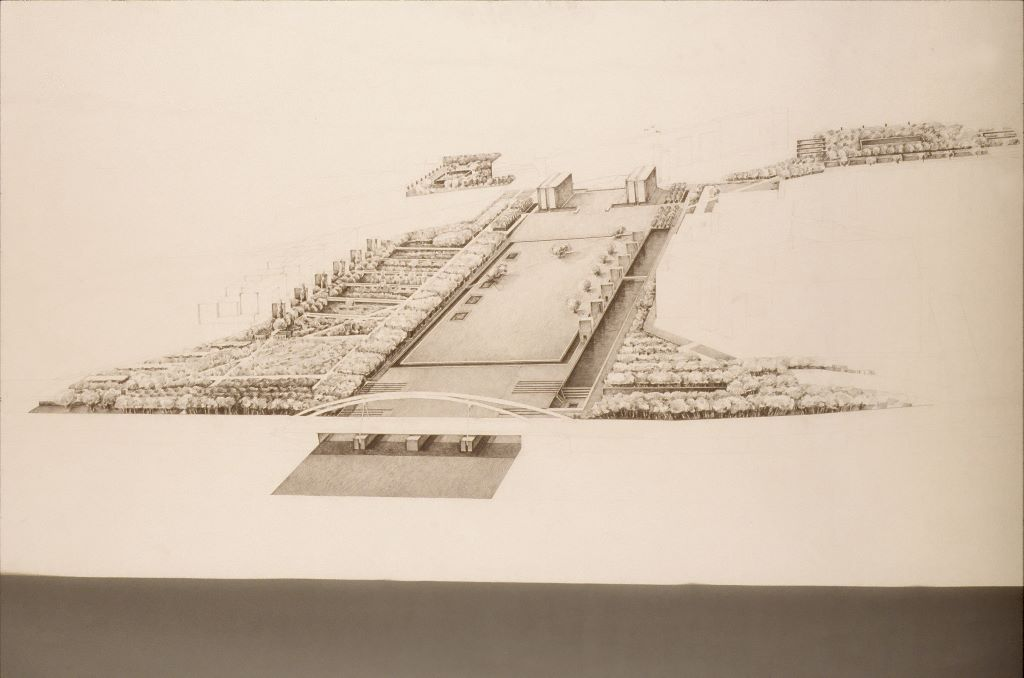
Schizzo del parco
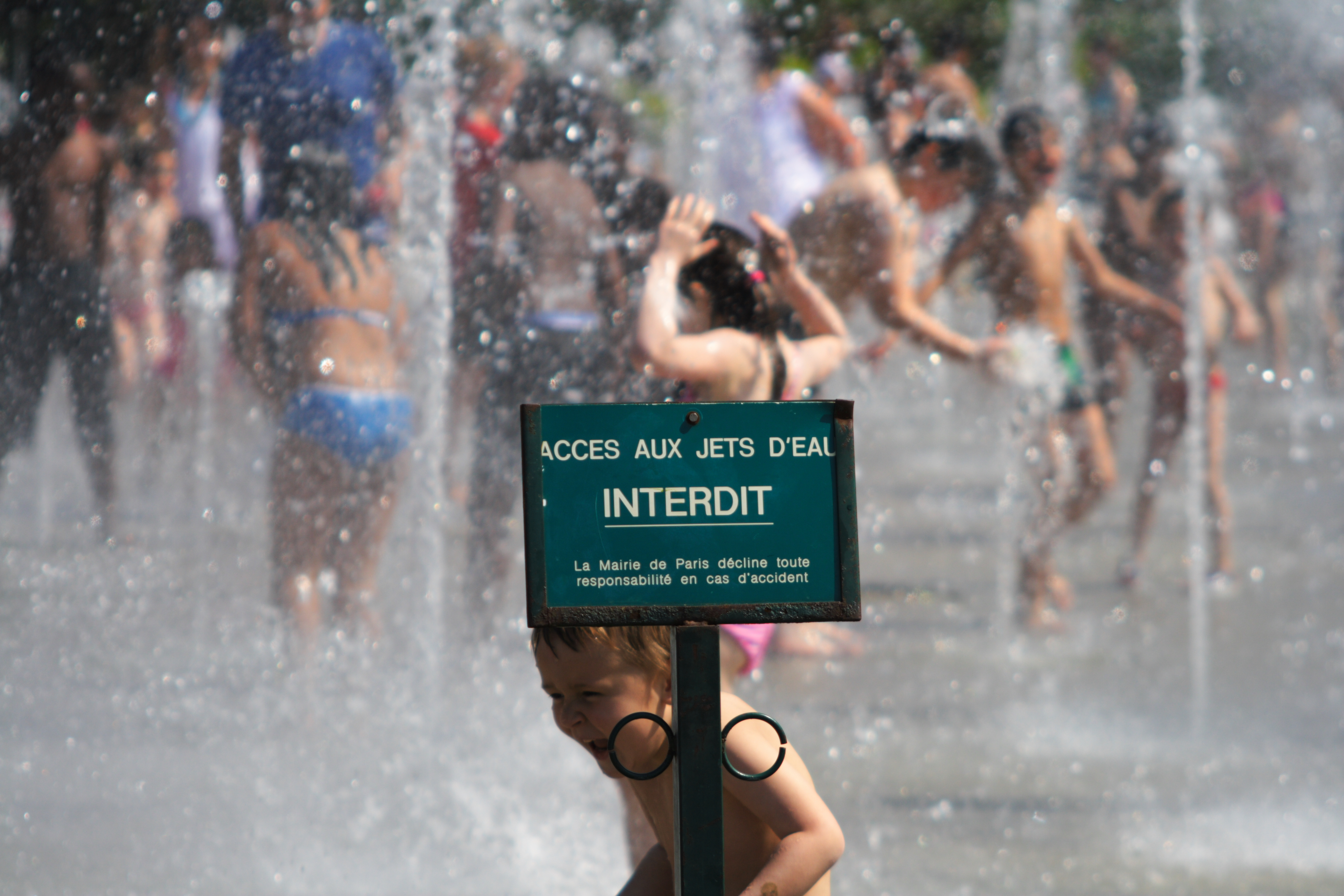
Giochi d'acqua in estate
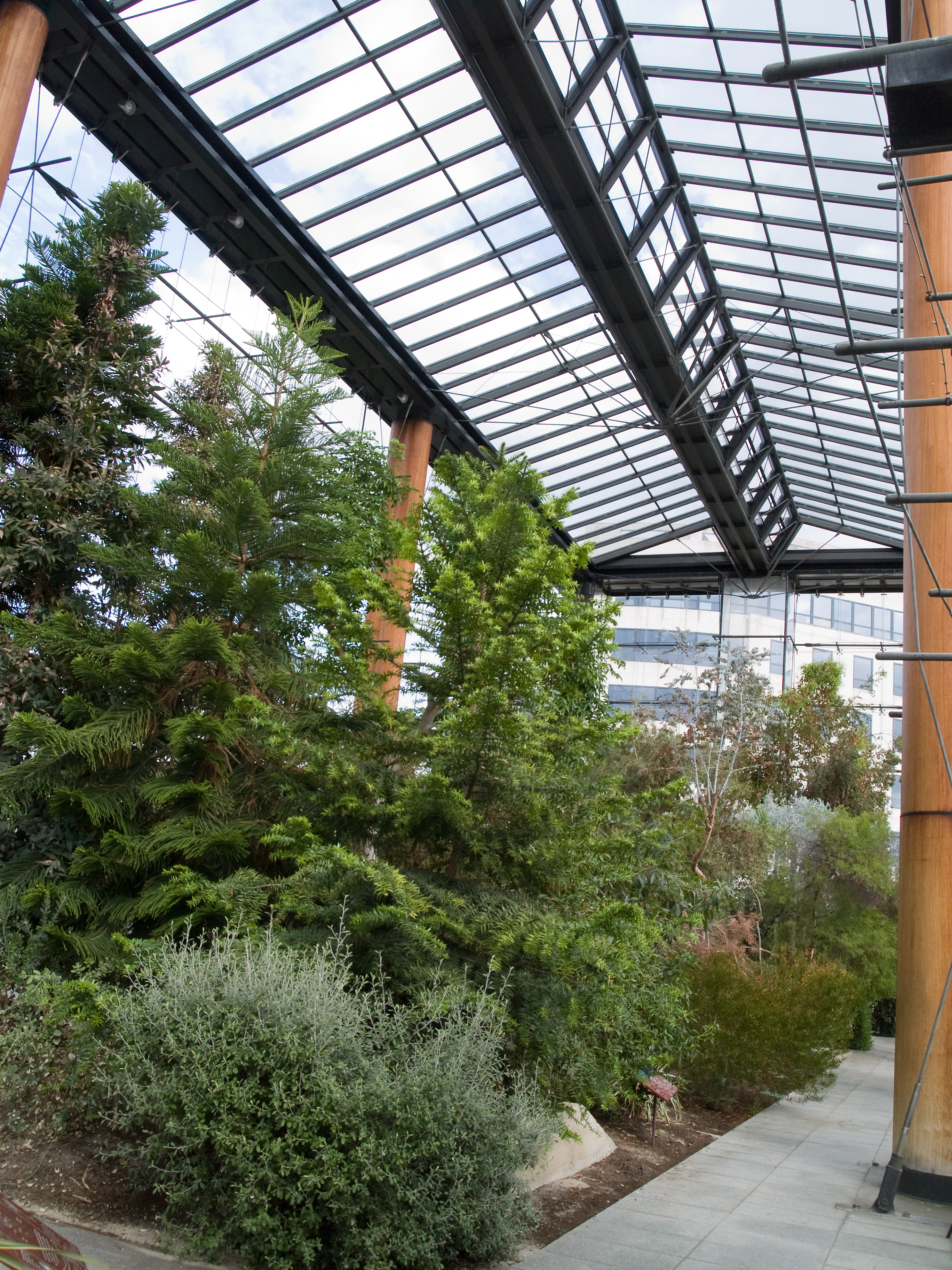
Interno di una serra
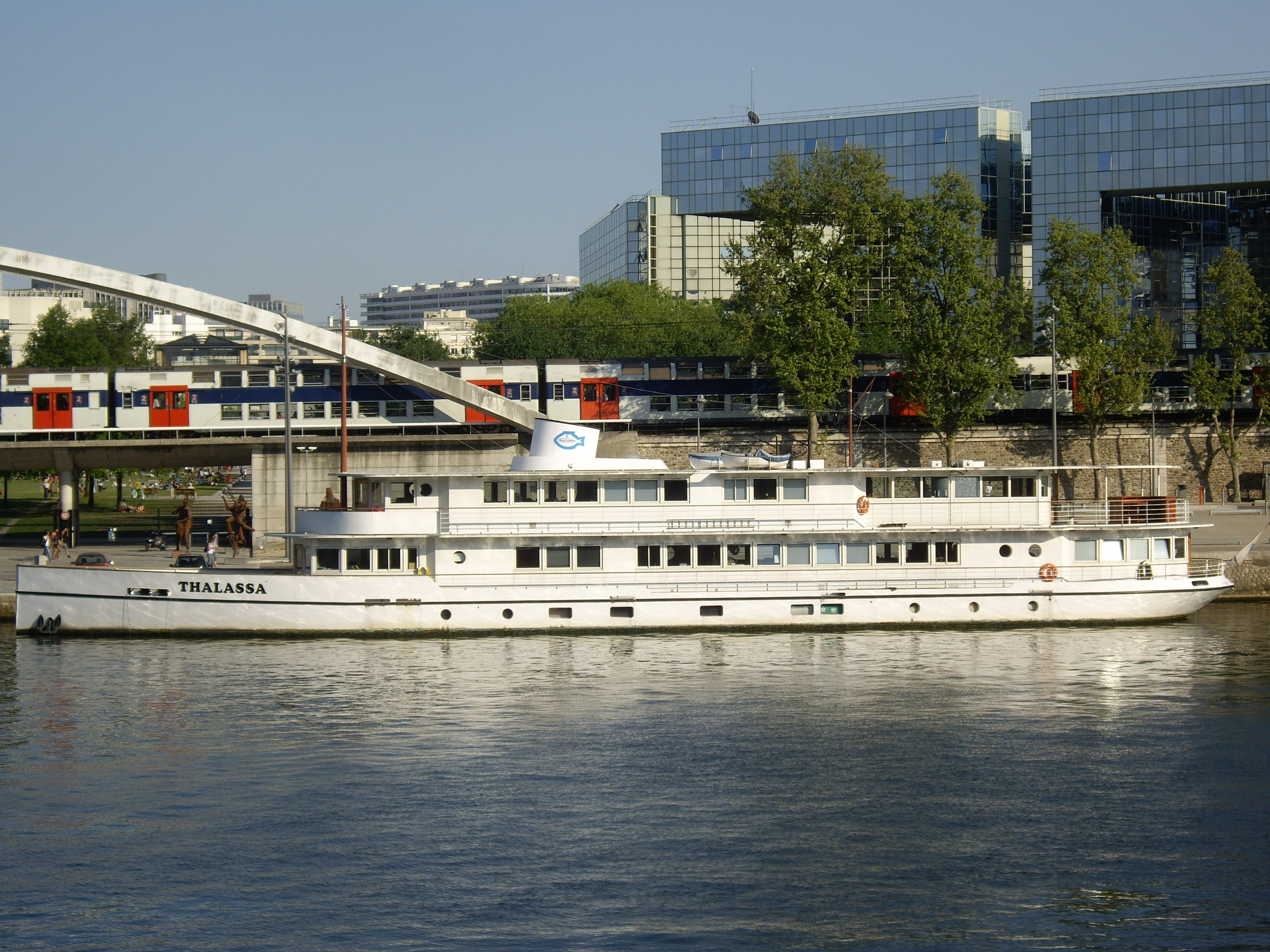
Vista dalla Senna del parco
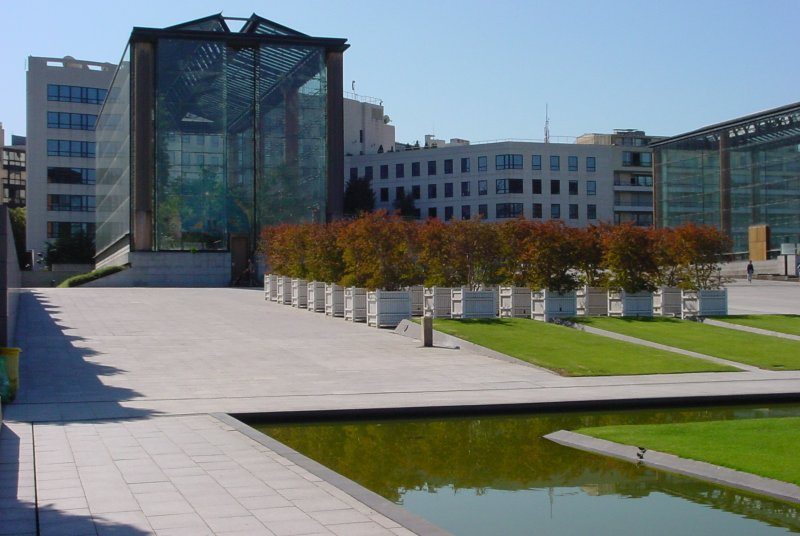
Serra con il basamento
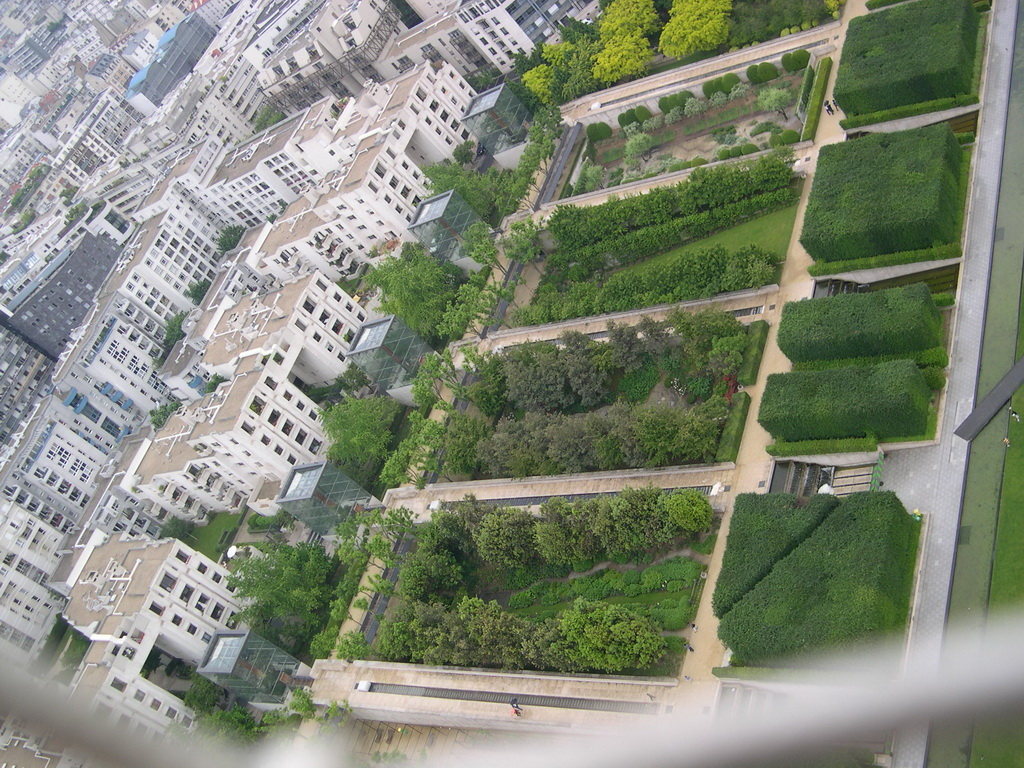
Dall'alto con le 6 miniserre